# Econometrisch Instituut
Das Econometrisch Instituut (EI) wurde 1956 von Jan Tinbergen und Henri Theil als Ökonometrisches Institut der Erasmus-Universität Rotterdam gegründet. Henri Theil wurde sein erster Direktor.
Es ist das einzige Institut, das einen Bachelor in Ökonometrie anbietet. Heute hat das EI 25 Professoren und Dozenten, 150 Studenten und 20 Doktoranden. Derzeitiger Direktor ist A.P.M. Wagelmans.